# Albert van Giffen
Albert Egges van Giffen (Noordhorn, 14 maart 1884 – Zwolle, 31 mei 1973) was een Nederlands archeoloog. Hij werd ook wel 'vader van de hunebedden' genoemd en in Drenthe 'oes spittertien', vanwege zijn vele opgravingsactiviteiten daar.

## Biografie

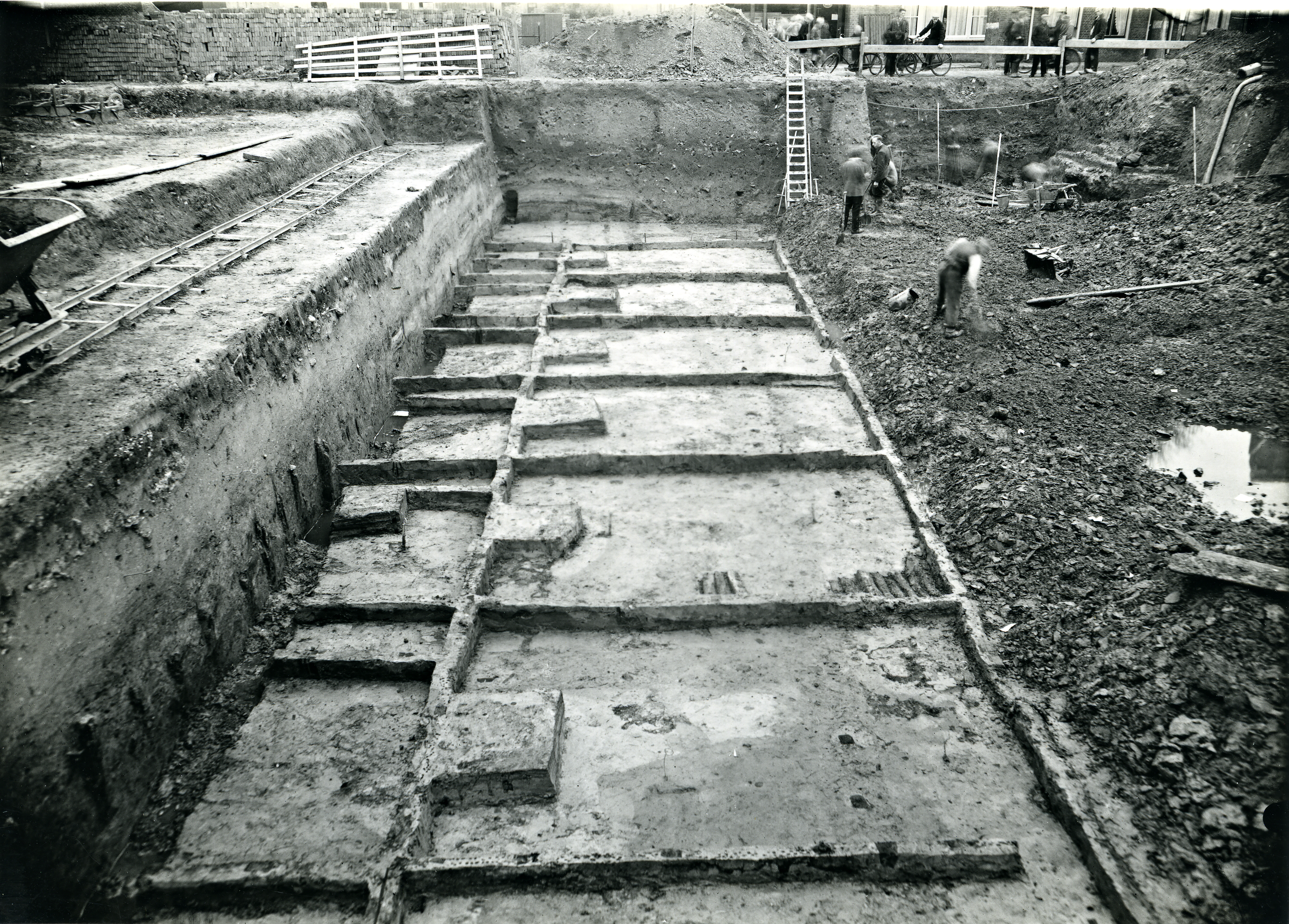
Onder leiding van Van Giffen te Valkenburg (ZH) in 1943 opgegraven Romeinse soldatenbarak

Van Giffen werd geboren als zoon van een hervormd predikant. Hij groeide op in het Drentse Diever, waar hij zijn eerste ervaring met de archeologie had. Als jongen maakte hij mee dat in de Ossekoele, waar vroeger de ossen werden gewassen, opgravingen plaatsvonden.
Na een middelbare-schoolopleiding aan de gymnasia te Sneek en Zutphen koos hij voor de studie plant- en dierkunde in Groningen. Het kandidaatsexamen legde hij af in 1908, het doctoraalexamen in 1910 en in 1913 promoveerde hij cum laude bij J.F. van Bemmelen (1859-1956).
Van Giffen is veruit de bekendste Nederlandse archeoloog van de twintigste eeuw. Zijn opgravingen richtten zich voornamelijk op wierden, hunebedden, grafheuvels en urnenvelden. In de meest letterlijke zin gaf hij Nederland en zeker ook Noord-Nederland, zijn eigen voorhistorie. Hij woonde en werkte het grootste deel van zijn leven in en vanuit Groningen. 
In 1920 richtte hij aan de Rijksuniversiteit Groningen het Biologisch-Archeologisch Instituut op. Verder was hij voorzitter van de Vereniging van Terpenonderzoek, inspecteur bij het Groninger Museum en conservator bij het Drents Museum. In 1932 werd hij verkozen tot lid van de Koninklijke Nederlandse Akademie van Wetenschappen (KNAW).
Hij groef de inlaatsluis naar de abdij van Aduard op die vanuit het Peizerdiep (nu Aduarderdiep) de waterstand in de kloostergracht regelde.  
Rond de jaren 1930 voerde hij samen met George Charles Labouchere meerdere archeologische opgravingen uit op het Domplein in Utrecht, waar zich de restanten bevinden van het Romeinse castellum Traiectum en (vroeg)middeleeuwse kerken. Te Valkenburg (Zuid-Holland) verrichtte hij opgravingen in het castellum Praetorium Agrippinae vanaf 1941 en in 1947 in Fectio in Vechten, dicht bij de plek waar de rivier de Vecht van de Rijn afsplitste.
In 1930 kocht Van Giffen heidegrond bij Diever en liet daar de directiekeet neerzetten van zijn opgraving in Ezinge, dat zijn zomerhuis, De Heezeberg, werd. Hij verbleef er veel tijdens de zomermaanden en schreef er een groot deel van zijn publicaties. Hij overleed op 89-jarige leeftijd in Zwolle en is begraven in Diever.
Op 3 april 1940 benoemde de gemeenteraad van Amsterdam Prof. Albert Egges van Giffen tot buitengewoon hoogleraar in de prehistorie aan de Universiteit van Amsterdam. Door de oorlog zag Van Giffen zich in 1943 genoodzaakt ontslag te nemen. In 1946 werd hij herbenoemd en een jaar later hield hij zijn inaugurale rede. In 1951 werd het Instituut voor Prae- en Protohistorie opgericht met Van Giffen als hoogleraar-directeur. Dit instituut zou later ook zijn naam dragen.
In het Groninger Museum vond van december 2005 tot april 2006 de tentoonstelling Professor van Giffen en het geheim van de wierden plaats. Tegelijkertijd verscheen onder gelijke titel een non-fictie boek waarin foto's opgenomen zijn. In het tijdschrift van het museum, het Groninger Museum Magazine van 2006, wordt uitgebreid verhaald hoe Van Giffen het onderzoek van de wierden heeft opgezet.

### Promovendi
- Pieter Jan Remees Modderman (1945) 'Over de wording en de beteekenis van het Zuiderzeegebied'.
- Willem Glasbergen (1952) 'Barrow excavations in the Eight Beatitudes: The Bronze Age cemetery between Toterfout & Halve Mijl, North Brabant'.
- Harm Tjalling Waterbolk (1954) 'De prehistorische mens en zijn milieu'.

## Werk

### Vroeg werk
Het eerste archeologische project van Van Giffen was in 1908 als opziener bij de afgravingen van de wierde van Dorkwerd. Jhr. mr. Johan Adriaan Feith, de Groningse rijksarchivaris, had hem aangespoord archeoloog te worden.

### Ezinge
Met zijn opgravingen in Ezinge in de jaren 1920 en 1930 legde Van Giffen als eerste de structuur van een dorp door de eeuwen heen in zijn geheel bloot. Tijdens dit project ontwikkelde hij de zogenaamde kwadranten- of taartpuntmethode, waarbij de plek van onderzoek in zowel verticale als horizontale sleuven wordt afgegraven. Op deze manier wordt een maximum aan gegevens verkregen met een minimale verstoring. Tot die tijd werd een vindplaats in zijn geheel, laag voor laag, afgegraven, maar door de nieuwe methode bleef een deel van de vindplaats onaangeroerd bewaard.
In Museum Wierdenland in Ezinge is informatie te vinden over zijn opgravingen aldaar, de wijze waarop de opgravingen tot stand zijn gekomen en het door Van Giffen blootgelegde paardengraf.

### Hunebedden
Naast zijn werk in Groningen verrichtte Van Giffen veel onderzoek in Drenthe. Hij bracht alle nog bestaande hunebedden in kaart en verrichtte bij meerdere daarvan bodemonderzoek. In 1925-1927 publiceerde hij hierover een drieledig boek dat nog steeds als standaardwerk wordt beschouwd. Zonder zijn inspanningen zou waarschijnlijk een groot deel van de nu aanwezige hunebedden niet meer hebben bestaan. Naast onderzoek heeft hij veel ingestorte en deels vernielde hunebedden gerestaureerd.

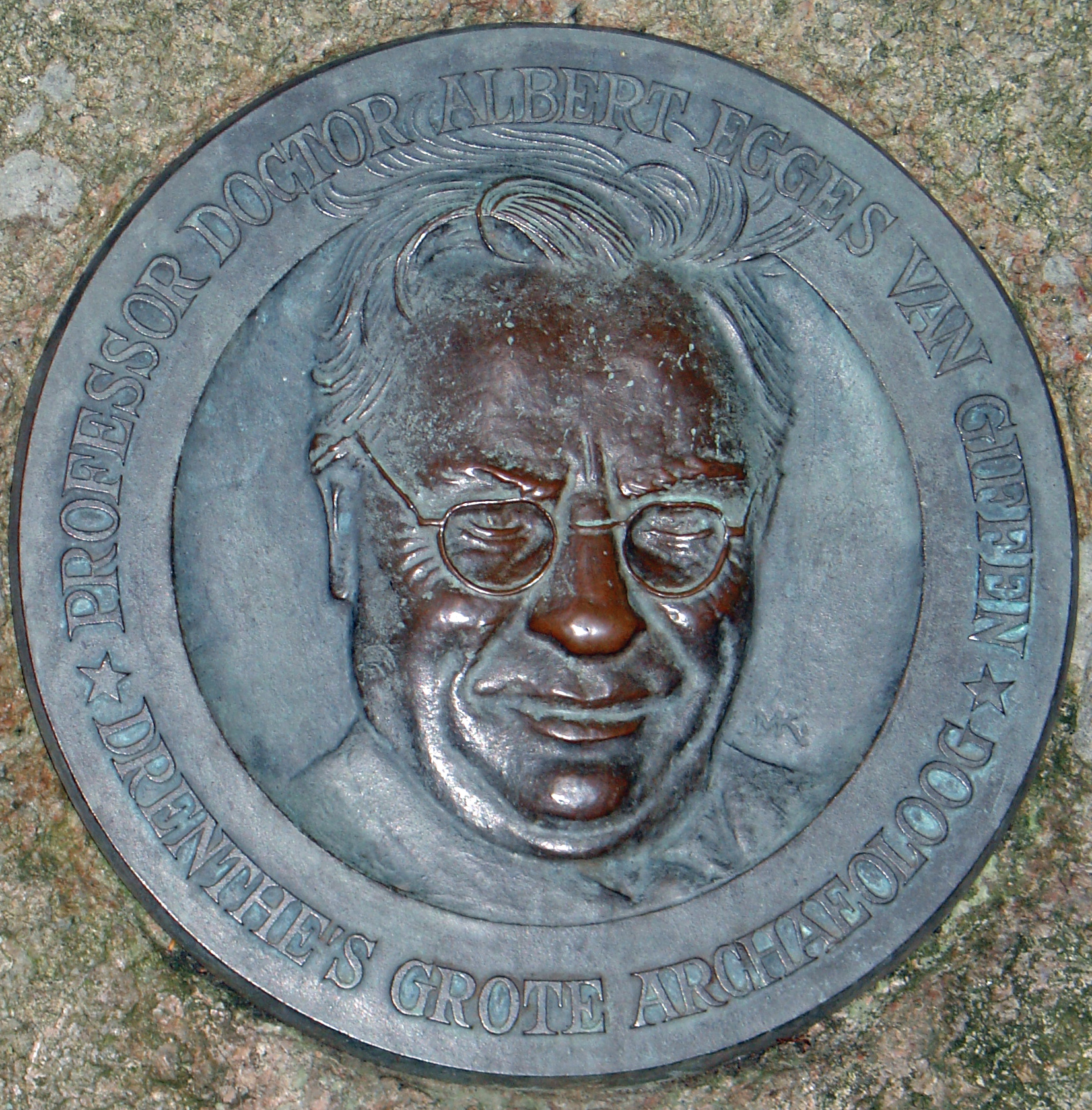
Plaquette van Albert Egges van Giffen bij het hunebed de Papeloze kerk
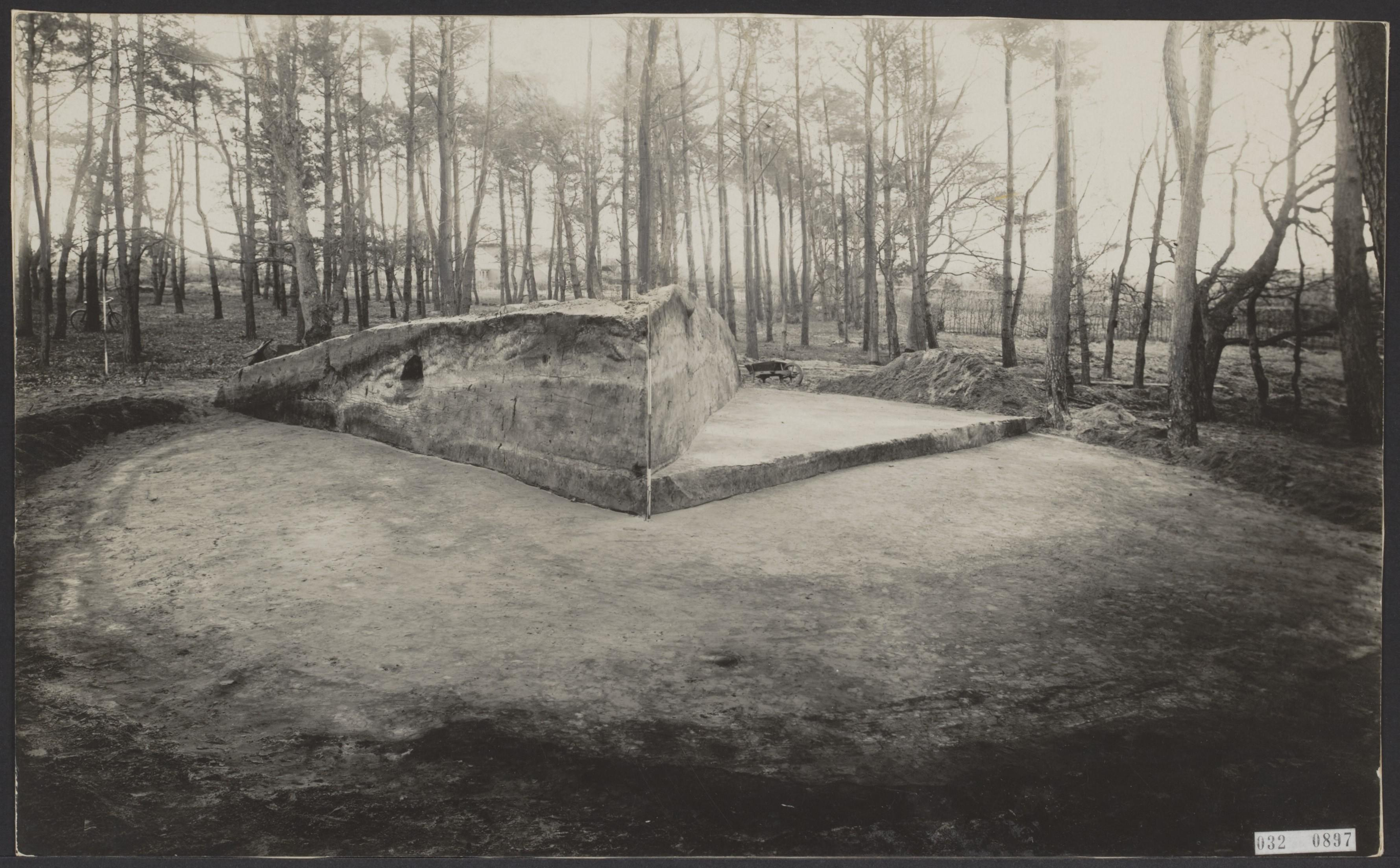
"Taartpuntmethode" van Van Giffen (1927)
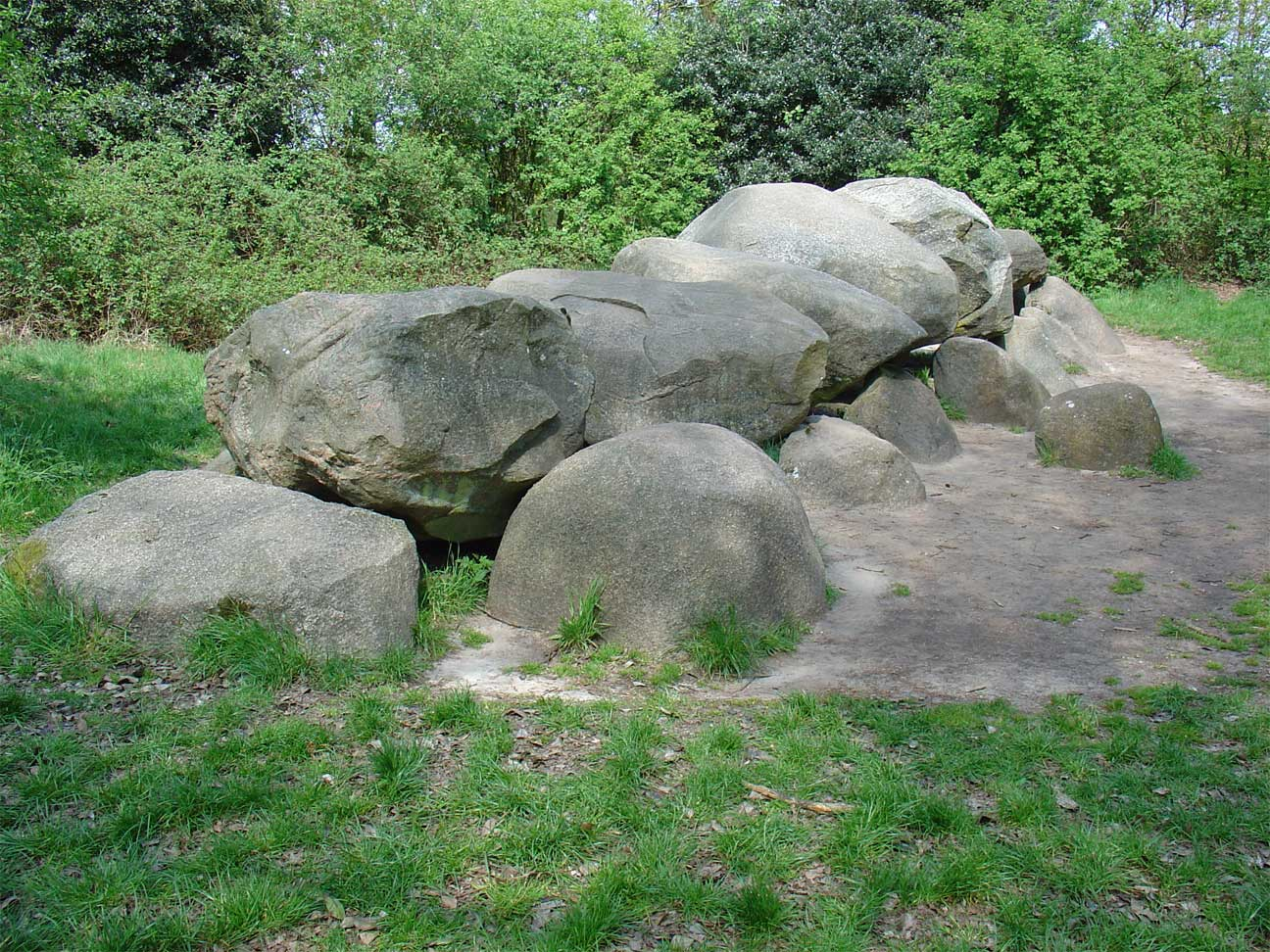
Het door Van Giffen in 1953/1954 gerestaureerde, bij zijn landgoed De Heezeberg te Diever gelegen, hunebed D52
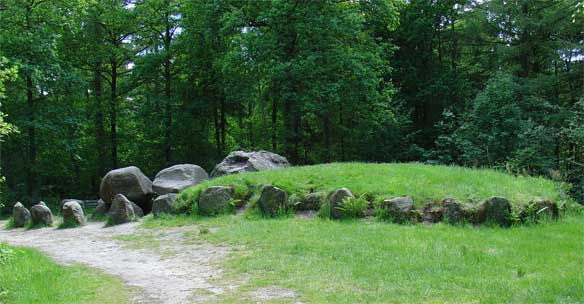
De Papeloze kerk een door Van Giffen in 1959 gerestaureerd hunebed nabij Schoonoord
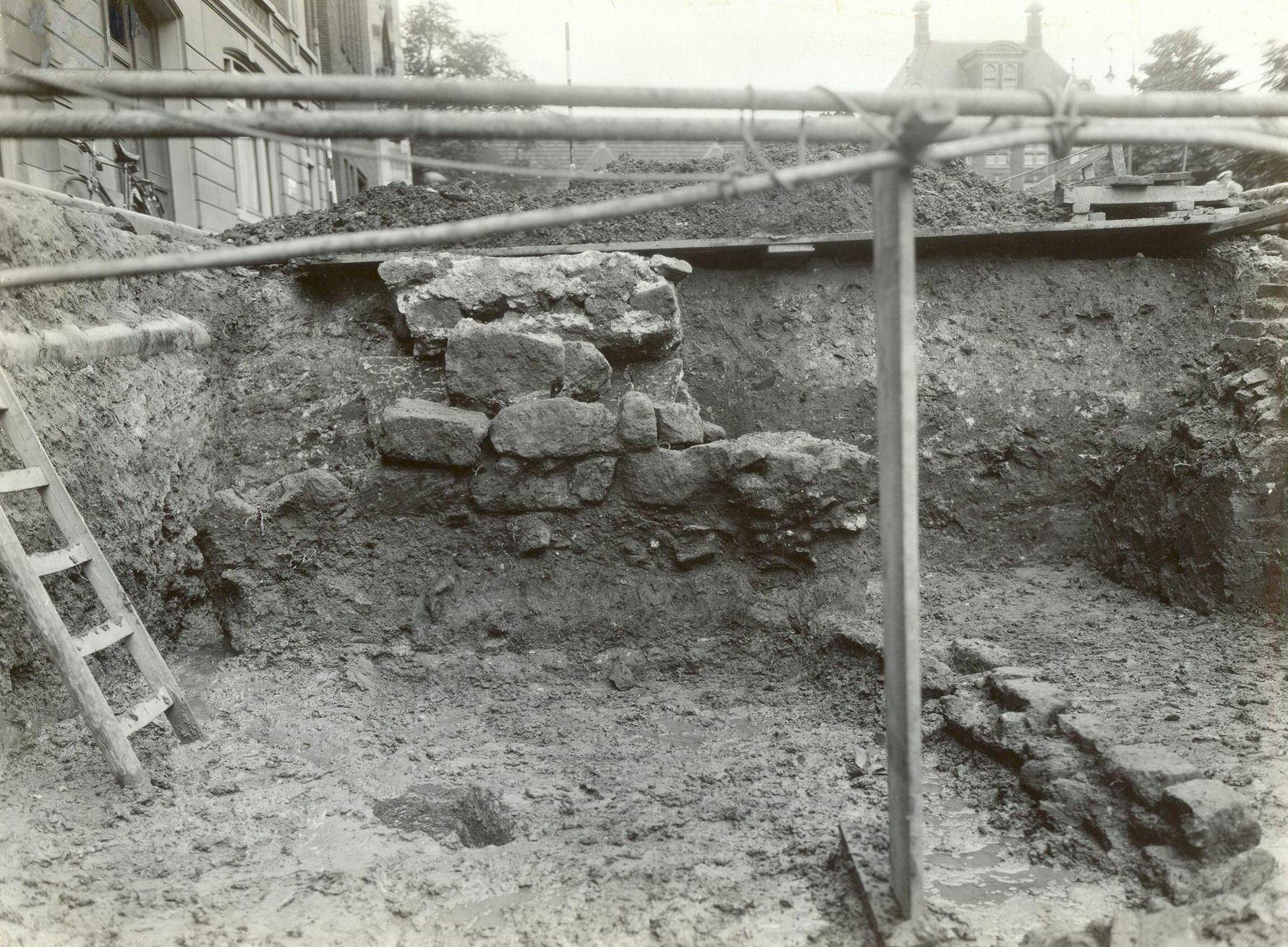
Opgraving Domplein te Utrecht in 1933 met o.a. Romeinse barakmuur